# درب امامزاده
درب امامزاده (استهبان)، روستایی از توابع بخش مرکزی شهرستان استهبان در استان فارس ایران است.

## جمعیت
این روستا در دهستان ایج قرار دارد و براساس سرشماری مرکز آمار ایران در سال ۱۳۸۵، جمعیت آن ۴۵۴ نفر (۱۱۳خانوار) بوده‌است.